# Portland Island
Portland Island är en ö i Kanada.   Den ligger i provinsen British Columbia, i den södra delen av landet, 3 600 km väster om huvudstaden Ottawa. Arean är 2,3 kvadratkilometer.
Terrängen på Portland Island är platt. Öns högsta punkt är 56 meter över havet. Den sträcker sig 2,0 kilometer i nord-sydlig riktning, och 2,0 kilometer i öst-västlig riktning.